# Luật an ninh quốc gia Hồng Kông
Luật an ninh quốc gia Hồng Kông (tiếng Trung: 香港國家安全法; Hán-Việt: Hương Cảng quốc gia an toàn pháp; Việt bính: hoeng1 gong2 gwok3 gaa1 on1 cyun4 faat3), chính thức là Luật của Cộng hòa Nhân dân Trung Hoa về Bảo vệ An ninh Quốc gia tại Đặc khu Hành chính Hồng Kông (tiếng Trung: 中華人民共和國香港特別行政區維護國家安全法; Hán-Việt: Trung Hoa Nhân dân Cộng hoà Quốc Hương Cảng Đặc biệt Hành chính khu duy hộ quốc gia an toàn pháp; bính âm: Zhōnghuá rénmín gònghéguó xiānggǎng tèbié xíngzhèngqū wéihù guójiā ānquán fǎ), hay được gọi tắt thành Luật an ninh Hồng Kông, là một phần của luật pháp an ninh quốc gia liên quan đến Hồng Kông. Một luật như vậy được yêu cầu theo Điều 23 của Luật cơ bản Hồng Kông, có hiệu lực vào năm 1997 và quy định rằng luật này phải được ban hành bởi Đặc khu hành chính Hồng Kông. Vào tháng 6 năm 2020, luật này đã được ban hành bởi Ủy ban Thường vụ Quốc hội Trung Quốc (NPCSC) thay vì Hội đồng Lập pháp Hồng Kông.
Đáp lại ý định rõ ràng của đại lục nhằm vượt qua cơ quan lập pháp địa phương của Hồng Kông, Vương quốc Anh tuyên bố rằng nếu luật an ninh do Trung Quốc soạn thảo, nó sẽ mở ra một lộ trình cho tất cả cư dân Hồng Kông sinh ra dưới sự cai trị của Anh trở thành công dân Anh.
Một nỗ lực tương tự vào năm 2003 của Hồng Kông để thực hiện luật theo Điều 23 đã không thành công sau các cuộc biểu tình lớn. Trong thời kỳ thuộc Anh, chính quyền địa phương lúc bấy giờ đã cố gắng thông qua luật an ninh để tránh sau khi bàn giao, Trung Quốc áp đặt những điều luật khắc nghiệt hơn nhưng mà đã bị Trung Quốc chặn lại. Cả hai nỗ lực lập pháp năm 2003 và 2020 đều xảy ra trong đợt bùng phát coronavirus (lần lượt là SARS và COVID-19), với mỗi lần lại làm trầm trọng thêm phản ứng tiêu cực đối với các đề xuất này.

## Bối cảnh
Điều 23 của Luật cơ bản của Hồng Kông quy định rằng Đặc khu hành chính Hồng Kông sẽ "ban hành luật riêng" vì an ninh của Đặc khu và để ngăn các cơ quan chính trị bên ngoài Khu vực "tiến hành các hoạt động chính trị trong Khu vực" hoặc can thiệp độc lập vào Hồng Kông Bảo vệ.
The Hong Kong Special Administrative Region shall enact laws on its own to prohibit any act of treason, secession, sedition, subversion against the Central People's Government, or theft of state secrets, to prohibit foreign political organisations or bodies from conducting political activities in the Region, and to prohibit political organisations or bodies of the Region from establishing ties with foreign political organisations or bodies.— Hong Kong Basic Law Article 23

dịch ra tiếng Việt:
Đặc khu hành chính Hồng Kông phải tự ban hành luật để cấm mọi hành vi phản quốc, ly khai, lôi kéo, lật đổ Chính quyền Nhân dân Trung ương hoặc đánh cắp bí mật nhà nước, nghiêm cấm các tổ chức chính trị nước ngoài hoặc các cơ quan hoạt động chính trị Đặc khu và cấm các tổ chức chính trị hoặc các cơ quan của Đặc khu thiết lập quan hệ với các tổ chức hoặc cơ quan chính trị nước ngoài.— Luật cơ bản Hồng Kông Điều 23

Một luật an ninh quốc gia sẽ liên quan đến ba pháp lệnh tạo nên luật hình sự của Hồng Kông, Pháp lệnh bí mật chính thức, Pháp lệnh tội phạm và Pháp lệnh xã hội. Pháp lệnh Xã hội nói riêng bao gồm các yếu tố về an ninh, vì nó nhằm ngăn chặn việc tạo ra các hội và bộ ba bí mật hình sự. Năm 1949, với dòng người di cư từ Trung Quốc, nó đã được giới thiệu lại và sửa đổi để đề cập cụ thể đến "các tổ chức chính trị nước ngoài". Pháp lệnh tội phạm bao gồm việc xử lý bất đồng chính kiến trong khu vực. Có hiệu lực từ năm 1971, và không bao giờ được sửa đổi, sắc lệnh đặt ra một tiêu chuẩn pháp lý cho phép mọi người bị cầm tù chỉ đơn giản là vì xử lý tài liệu được coi là chống lại chính phủ, mà không cần bằng chứng.
Dự luật Nhân quyền Hồng Kông đảm bảo quyền tự do ngôn luận, nhưng luật sư Hồng Kông Wilson Leung đã nói rằng Trung Quốc có thể tìm cách bỏ qua điều này trong luật an ninh mà họ đưa ra. Leung trích dẫn thực tế một đạo luật do Trung Quốc áp đặt sẽ được coi là luật quốc gia - trong khi Dự luật Nhân quyền Hồng Kông là "địa phương" và do đó sẽ được Bắc Kinh coi là cấp dưới - và Ủy ban Thường vụ Đại hội Đại biểu Nhân dân Toàn quốc (NPCSC) là thẩm quyền cao nhất trong việc giải thích Luật cơ bản, và do đó có thể "nói rằng luật bảo mật mới không thể bị hạn chế bởi Dự luật về Quyền" nếu họ muốn.
Pháp luật an ninh quốc gia ở Trung Quốc đại lục được xem là gây tranh cãi bởi những người bên ngoài lãnh thổ này. Được thực hiện lần đầu tiên vào năm 1993, luật an ninh quốc gia của Trung Quốc trở nên hạn chế hơn dưới thời Tổng bí thư Đảng Cộng sản Trung Quốc Tập Cận Bình, người thành lập Ủy ban An ninh Quốc gia (mà ông tự đứng đầu) ngay sau khi lên nắm quyền.

## Nỗ lực của pháp luật trong quá khứ

### 1992-1997

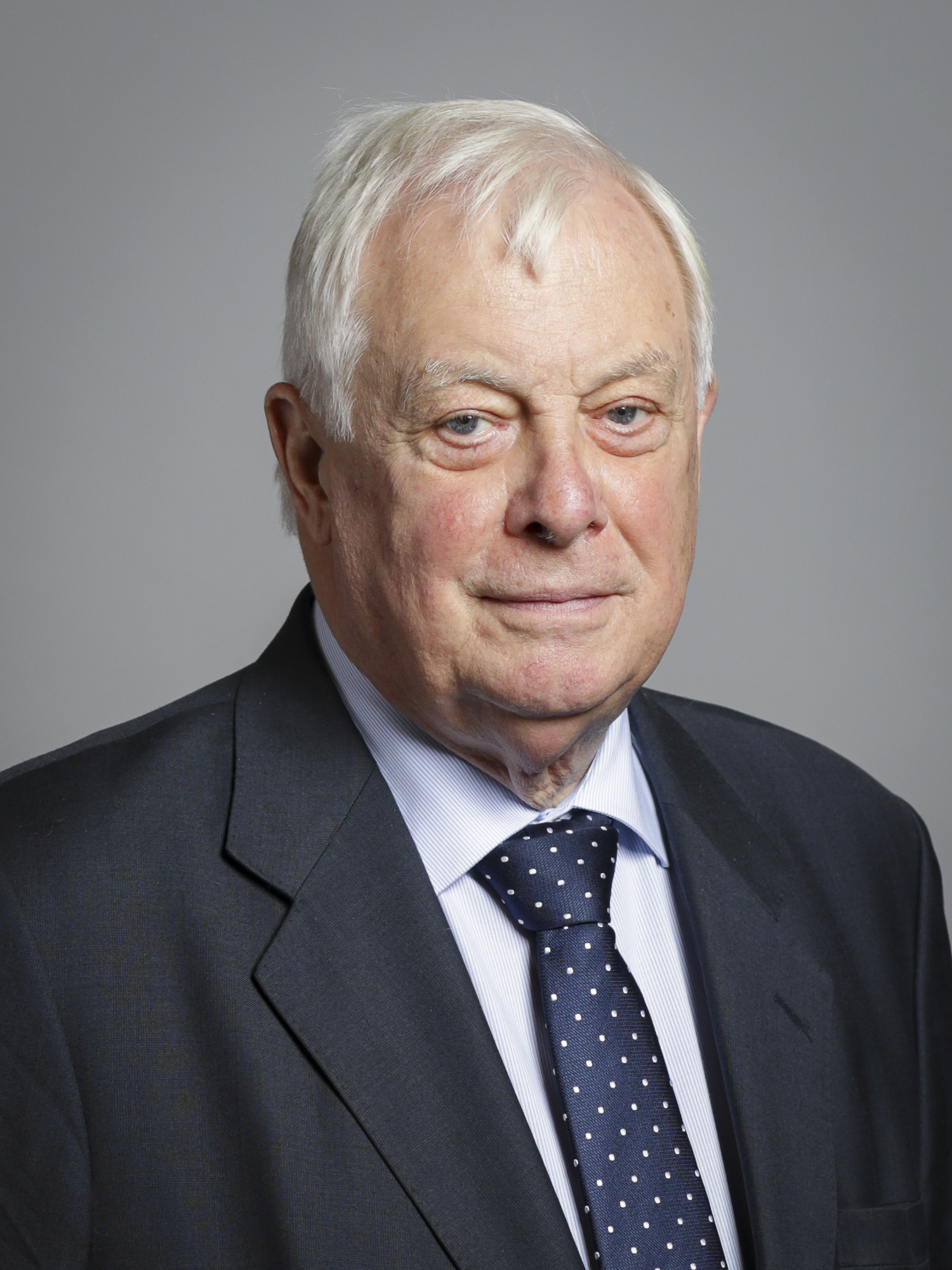
Lord Patten của Barnes, người được bổ nhiệm làm Thống đốc Hồng Kông năm 1992 để giám sát những năm cuối cùng cai trị của Anh và bàn giao. Dưới sự lãnh đạo của ông, các cải cách xã hội và dân chủ đã được đưa vào lãnh thổ này.

#### Pháp lệnh xã hội
Sau vụ thảm sát Thiên An Môn năm 1989, với những người dân Hồng Kông lo ngại về quyền tự do dân sự của họ, Pháp lệnh Xã hội đã được xem xét lại; nó đã được sửa đổi vào năm 1992, nới lỏng một số hạn chế đối với việc có thể đăng ký một số xã hội, nhưng điều này đã bị bãi bỏ sau khi bàn giao vào năm 1997. Theo Cơ quan giám sát nhân quyền Hồng Kông (HRM), Trung Quốc đã sửa đổi sắc lệnh năm 1997 "như là một phần trong nỗ lực của Trung Quốc nhằm nhấn mạnh Dự luật Nhân quyền Hồng Kông". Các sửa đổi năm 1997 bao gồm các điều khoản mà các quan chức có liên quan "tin tưởng một cách hợp lý" rằng cấm xã hội "là cần thiết vì lợi ích của an ninh quốc gia hoặc an toàn công cộng, trật tự công cộng (bảo vệ công chúng) hoặc bảo vệ các quyền và tự do của người khác", nó có thể được leo thang và bị cấm mà không có bằng chứng. HRM nói rằng:
The use of the term "national security" is particularly objectionable because the concept has frequently been used in China to criminalise the peaceful exercise of the rights of expression and to persecute those with legitimate demands like democracy and human rights. Its inclusion raises fears of extension of such Mainland Chinese practices to Hong Kong especially in the light of Article 23 of the Basic Law.— 1997–98 Memorandum submitted by the Hong Kong Human Rights Monitor, Appendix 5, paragraph 136

dịch ra tiếng Việt:
Việc sử dụng thuật ngữ "an ninh quốc gia" đặc biệt bị phản đối vì khái niệm này thường được sử dụng ở Trung Quốc để hình sự hóa việc thực thi một cách ôn hòa các quyền biểu hiện và đàn áp những người có thỉnh nguyện chính đáng như dân chủ và nhân quyền. Hàm ý của nó làm dấy lên lo ngại về việc mở rộng các tập quán Trung Quốc đại lục như vậy sang Hồng Kông, đặc biệt là theo Điều 23 của Luật cơ bản.— Bản bị vong lục 1997-98 được gửi bởi Tỏ chức Giám sát nhân quyền Hồng Kông, Phụ lục 5, đoạn 136

Phản ứng quốc tế đối với 'luật an ninh quốc gia' này là viện dẫn Nguyên tắc Siracusa, nói rằng an ninh quốc gia "không thể được viện dẫn như một lý do để áp đặt các giới hạn để ngăn chặn các mối đe dọa đơn thuần hoặc tương đối cô lập đối với luật pháp và trật tự", chỉ chống lại các mối đe dọa bên ngoài. Các luật sư quốc tế tuyên bố rằng bao gồm cả "an ninh quốc gia" trong sắc lệnh đối phó với các xã hội địa phương là không có cơ sở và không phù hợp vì "khó có thể đề xuất rằng một xã hội hoặc một cuộc biểu tình ở Hồng Kông sẽ đe dọa sự tồn tại của Trung Quốc", và bất kỳ mối đe dọa địa phương nào cũng có thể là xử lý với luật trật tự công cộng thường xuyên. Mặc dù vậy, mặt bằng 'an ninh quốc gia' đã được giới thiệu. Mặc dù "an ninh quốc gia" được định nghĩa là "bảo vệ toàn vẹn lãnh thổ và độc lập của Cộng hòa Nhân dân Trung Hoa", không có lời giải thích nào về mối đe dọa này, cũng như cách thức thực hiện.

#### Pháp lệnh tội phạm
Vào tháng 12 năm 1996, Hội đồng Lập pháp Hồng Kông (là một phần của chính quyền thực dân Anh) đã đưa ra Dự luật Tội phạm (Sửa đổi) (Số 2) năm 1996. Chất xúc tác để giới thiệu là bàn giao sắp tới, với những sửa đổi ban đầu chủ yếu là về mặt kỹ thuật và loại bỏ tham chiếu đến chế độ quân chủ. Đổi lại, nó đã tìm kiếm các đề xuất để thay đổi các bài viết về tội phản quốc. Dự luật này sẽ được sửa đổi Pháp lệnh tội phạm, thay đổi pháp luật xúi giục nổi loạn đã tồn tại từ năm 1971 và được mô tả bởi Hồng Kông là "cổ xưa". Cụ thể, dự luật đề xuất hợp pháp hóa bất đồng chính phủ, với hội đồng tuyên bố rằng sắc lệnh hiện hành "[là] trái với sự phát triển của nền dân chủ [vì nó] hình sự hóa lời nói hoặc văn bản và có thể được sử dụng như một vũ khí chống lại sự chỉ trích chính đáng của chính phủ ". Dự luật thất bại vì bị Bắc Kinh phản đối mạnh mẽ, để lại một lỗ hổng trong luật pháp an ninh quốc gia.
Một phiên bản "thu nhỏ" của sửa đổi Pháp lệnh Tội phạm đã được thông qua. Nó đưa ra một định nghĩa hạn chế hơn về "xúi giục nổi loạn" và tăng cường phòng thủ lãnh thổ; nó được ký bởi Thống đốc Hồng Kông Chris Patten vài ngày trước khi bàn giao năm 1997, nhưng đã nhanh chóng bị Trung Quốc loại bỏ trước khi nó có thể có hiệu lực.

### 2003

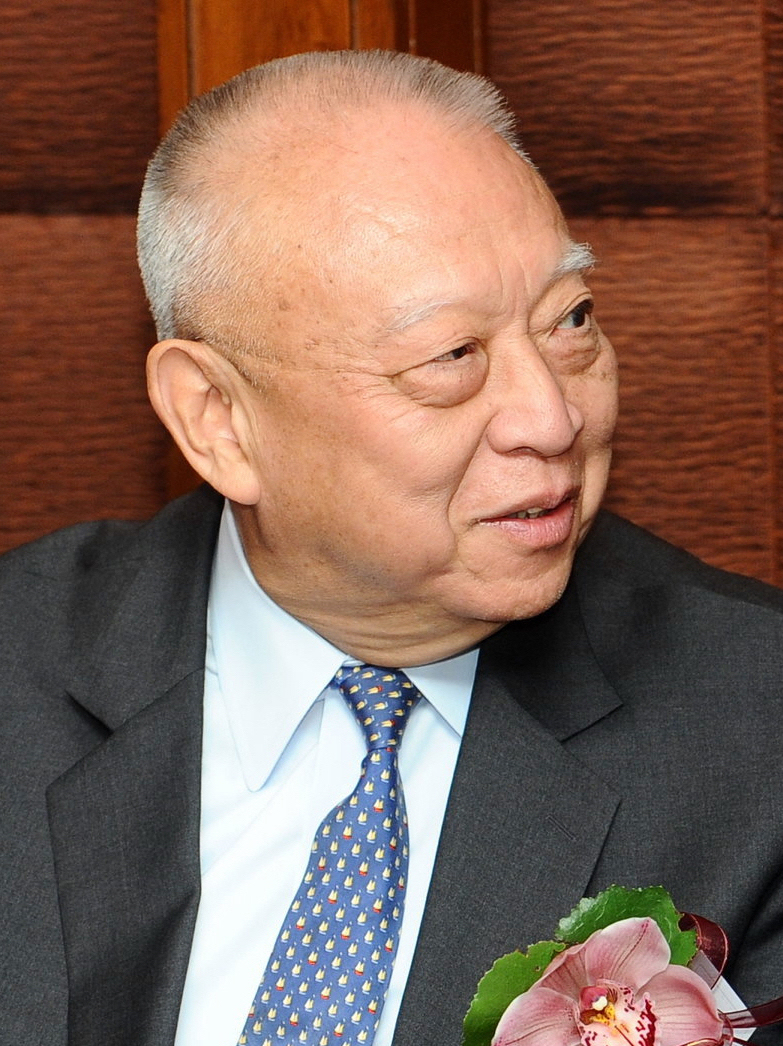
Đổng Kiến Hoa chịu trách nhiệm cho nỗ lực lập pháp thất bại của Hồng Kông. Các cuộc biểu tình vào tháng 6 và tháng 7 năm 2003 một phần là do suy thoái kinh tế sau đó và xử lý sai sự cố bùng phát dịch SARS.

Vào tháng 9 năm 2002, chính phủ Hồng Kông đã công bố "Đề xuất thực hiện Điều 23 của Luật cơ bản" Tài liệu tham vấn. Tham vấn kéo dài đến tháng 12 năm 2002, được kết thúc sớm sau khi các cuộc biểu tình đã thu hút hàng chục ngàn người phản đối đề xuất này; nhượng bộ đã được thực hiện, nhưng các đề xuất đã không trở lại tham vấn cộng đồng. Dự luật An ninh Quốc gia (Quy định pháp lý) năm 2003 được ban hành vào tháng 2 năm 2003, nhằm tuân thủ các yêu cầu theo Điều 23 rằng chính phủ Hồng Kông nên tự ban hành luật an ninh quốc gia "cho mình". Tuy nhiên, dự luật đã bị hủy bỏ do sự phản đối áp đảo, với số lượng người biểu tình chưa từng có.
Dự luật năm 2003 sẽ đưa ra luật về an ninh, cũng như đưa ra các sửa đổi đối với các sắc lệnh. Mặc dù Khu vực đang được khuyến khích tạo ra luật pháp phù hợp với Nguyên tắc của thành phố Johannesburg, nhưng điều đó không được thực hiện, và các điều khoản năm 2003 sẽ bị hạn chế hơn đối với quyền tự do dân sự. Những thay đổi là thu hẹp định nghĩa về "sự quyến rũ", đòi hỏi ai đó phải cố tình thực hiện các hành vi chống lại chính phủ; để thêm một điều khoản 'khả năng', đòi hỏi một gánh nặng chứng minh; và để thêm tội lật đổ và ly khai. Sự bổ sung cuối cùng này là phần có vấn đề nhất trong dự luật, với những điều khác được coi là các bước để bảo vệ. Luật lật đổ và ly khai sẽ khiến cho việc đe dọa sự hiện diện và ổn định của Cộng hòa Nhân dân Trung Hoa (PRC) theo luật xử lý tội phản quốc và chiến tranh, và cũng sử dụng các thuật ngữ mơ hồ và không xác định khiến cho việc truy tố không rõ ràng.
Mặc dù dự luật đã được đưa ra vào tháng 2 năm 2003, Châu Á đã trải qua dịch SARS và cuộc biểu tình lớn đối với nó đã không xảy ra cho đến khi Hồng Kông hồi phục vào đầu tháng Sáu. Vào tháng 6 năm 2003, trại dân chủ đã huy động công chúng phản đối dự luật, vào ngày 1 tháng 7, kỷ niệm sáu năm bàn giao, hơn một nửa triệu cư dân Hồng Kông đã xuống đường chống lại - Giám đốc điều hành Tung Chee-hwa và Bộ trưởng An ninh Regina Ip, người phụ trách dự luật. Vào tối ngày 6 tháng 7, Chủ tịch Đảng Tự do James Tien đã quyết định rút khỏi "liên minh cầm quyền" bằng cách từ chức khỏi Hội đồng Điều hành để phản đối. Biết rằng dự luật sẽ không được thông qua nếu không có Đảng Tự do, cuối cùng chính phủ đã quyết định hoãn lại, trước khi nó bị hoãn vô thời hạn.

### Những năm 2010
Các chính trị gia Hồng Kông ủng hộ Bắc Kinh đã nói về luật đề xuất kể từ khi các phong trào độc lập phát triển ở Hồng Kông. Khi Trung Quốc tuyên bố rằng "[Bắc Kinh] sẽ hoàn toàn không cho phép bất kỳ ai ủng hộ việc ly khai ở Hồng Kông cũng như không cho phép bất kỳ nhà hoạt động ủng hộ độc lập nào vào một tổ chức chính phủ", Giám đốc điều hành lúc đó Leung Chun-ying nói rằng Hồng Kông sẽ ban hành luật an ninh nhắm vào ủng hộ phong trào phụ thuộc ở Hồng Kông. Năm 2018, giám đốc Văn phòng Liên lạc của Chính phủ Nhân dân Trung ương tại Hồng Kông Wang Zhimin kêu gọi chính phủ Hồng Kông ban hành luật an ninh quốc gia như ông nói "Hồng Kông là nơi duy nhất trên thế giới không có luật an ninh quốc gia - đó là một chính sự yếu kém trong an ninh chung của quốc gia và nó có ảnh hưởng trực tiếp đến cư dân ".

## Bối cảnh của sự tham gia của chính phủ Trung Quốc năm 2020
Năm 2019, chính phủ Hồng Kông đã đưa ra dự luật sửa đổi luật dẫn độ đề xuất cho phép dẫn độ sang Trung Quốc đại lục, làm dấy lên các cuộc biểu tình đang diễn ra. Dự luật sau đó đã được rút. Tờ South China Morning Post cho biết chính quyền trung ương của PRC cho rằng do các cuộc biểu tình, bầu không khí chính trị ở Hồng Kông sẽ ngăn cản việc thông qua dự luật theo Điều 23, trong khi Trưởng Đặc khu Carrie Lam nói thêm rằng các cuộc biểu tình đã khiến luật này trở nên cần thiết hơn trước và vì vậy Trung Quốc đã sử dụng các biện pháp an ninh thông qua Đại hội nhân dân toàn quốc (NPC) thay thế.
Vào ngày 18 tháng 6 năm 2020, chính phủ Trung Quốc đã giới thiệu một dự thảo cho NPC, nhằm mục đích cho phiên họp sẽ mất ba ngày. Đây là một quá trình nhanh hơn nhiều so với các dự luật trong NPC, trải qua ba vòng phê duyệt khác nhau.

## Quyết định của NPCSC
Vào ngày 22 tháng 5 năm 2020, NPC đã phê chuẩn quyết định cho phép NPCSC ban hành luật an ninh quốc gia cho Hồng Kông nếu Hồng Kông không "luật hóa luật an ninh quốc gia theo Luật cơ bản càng sớm càng tốt".
Quyết định cho phép NPCSC ban hành luật về "một hệ thống pháp lý hợp lý" trong lãnh thổ. Một phó giám đốc NPCSC tuyên bố rằng các điều khoản lập pháp Điều 23 vẫn phải được thông qua vào tháng 8 năm 2021.
Sau khi thông qua quyết định, công dân Hồng Kông bắt đầu tìm cách di cư và rời khỏi Hồng Kông, cảm thấy rằng luật này sẽ làm tổn hại cơ bản quyền biểu hiện và tự do của họ. Mười lần số lượng tìm kiếm web thông thường về di cư đã được ghi lại sau khi quyết định được công bố. Sau thông báo BNO của Anh, đã xảy ra sự gia tăng lợi ích đối với tài sản ở Anh, Úc và Canada.

## Phản hồi và phân tích liên quan đến sự tham gia của Trung Quốc

### Phân tích sự tham gia của chính phủ Trung Quốc

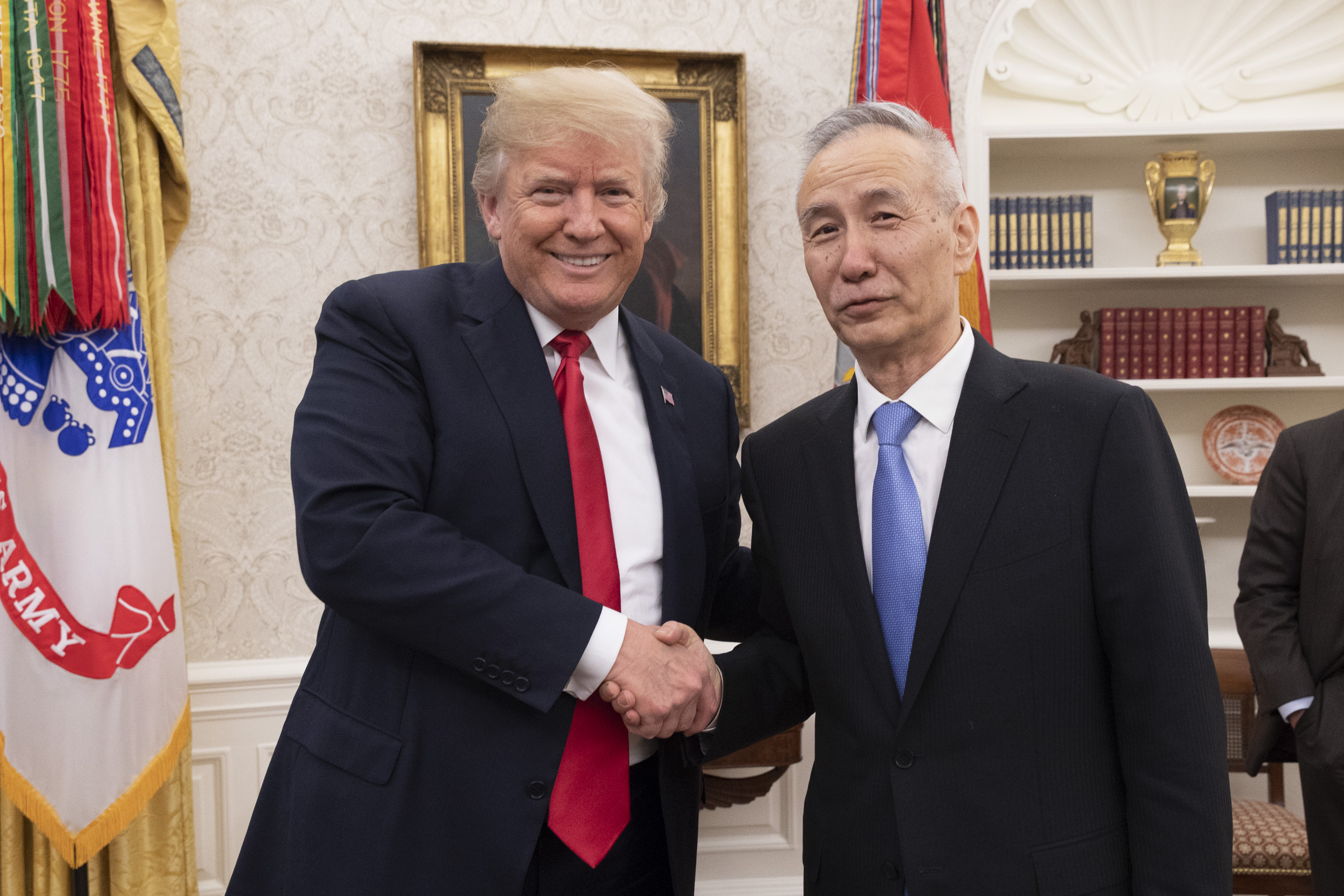
Phó Thủ tướng Trung Quốc Lưu Hạc gặp Tổng thống Mỹ Donald Trump vào tháng 5 năm 2018. Mối quan hệ xấu đi của hai quốc gia đã được đề xuất là nguyên nhân khiến chính phủ Trung Quốc áp đặt nhiều hạn chế hơn đối với Hồng Kông.

Tiến sĩ Brian Fong, một nhà phân tích chính trị trong quan hệ Trung Quốc Hồng Kông-Đại lục, giải thích rằng động thái này là một sự thay đổi mạnh mẽ trong chính sách của Trung Quốc và là một rủi ro có thể dẫn đến Bắc Kinh "mất khả năng tiếp cận vốn và công nghệ nước ngoài thông qua Hồng Kong ".
Nhà ngoại giao Mỹ về các vấn đề châu Á Daniel R. Russel đã viết trên The Diplomat vào ngày 3 tháng 6 năm 2020 rằng Trung Quốc "nhận thức đầy đủ về cả phản ứng của địa phương và quốc tế mà họ có thể mong đợi" khi NPC thông qua quyết định của mình về luật pháp. Russel giải thích rằng phản ứng năm 2003, các cuộc biểu tình năm 2019 và một số lệnh trừng phạt của Mỹ ủng hộ Hồng Kông đối với Trung Quốc đại lục đã đặt ra đường cơ sở để đáp trả quyết định này. Ông cũng lưu ý rằng danh tiếng của Trung Quốc đã thấp trên phạm vi quốc tế vì đại dịch COVID-19 (lưu ý rằng, "trớ trêu thay", nó ở cùng vị trí với năm 2003 với SARS và luật pháp), đặc biệt là ở Hoa Kỳ nơi "thái độ của công chúng đối với quốc gia khác đã có một bước chuyển biến mạnh mẽ cho điều tồi tệ hơn "vì đại dịch bắt nguồn từ Trung Quốc. Tuy nhiên, ông nói thêm rằng Bắc Kinh đã có lúc "tăng mức độ giải quyết [và] khoan dung đối với những hậu quả tiêu cực"; ông viết rằng hành động kinh tế mạnh mẽ từ Mỹ có thể khiến chính phủ Trung Quốc trả đũa bằng hành động quân sự ở Hồng Kông, cho rằng cả hai quốc gia đều coi thường lãnh thổ nếu nó có thể được sử dụng vì lợi ích trong cuộc chiến thương mại của họ và cảnh báo rằng "Hồng Kông có thể đóng vai trò tử vì đạo trong cuộc chiến này".

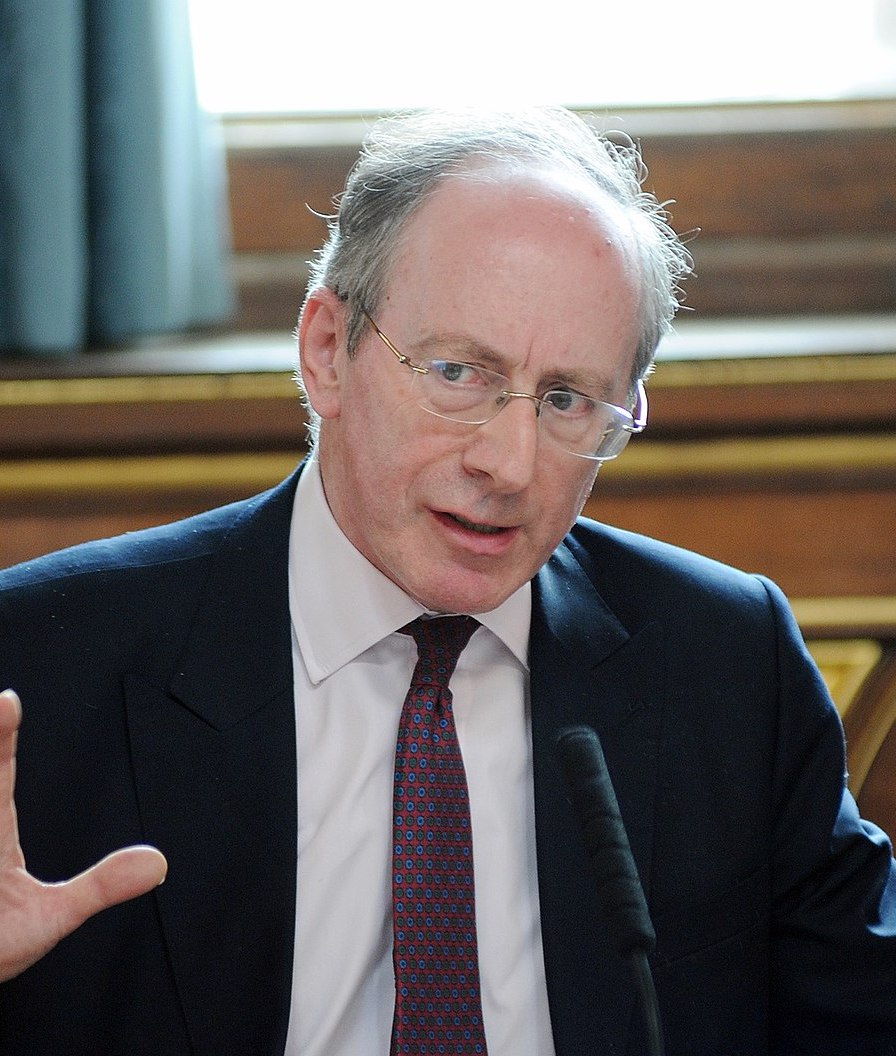
Sir Malcolm Rifkind, Bộ trưởng Ngoại giao Anh tại thời điểm bàn giao, cho biết vào tháng 6 năm 2020: "Trung Quốc có một gót chân Achilles khi nói đến Hồng Kông. Nếu Trung Quốc đẩy quá xa với những gì họ đang tìm cách làm, họ sẽ không hấp thụ một Hồng Kông quan trọng về mặt tài chính vào Trung Quốc. Chúng sẽ bị bỏ lại với một cái vỏ rỗng ".

Vào ngày 9 tháng 6 năm 2020, các chuyên gia Trung Quốc của The Guardian Tania Branigan và Lily Kuo đã xuất bản một báo cáo có tiêu đề "Làm thế nào Hồng Kông bốc cháy: câu chuyện về một cuộc nổi dậy triệt để". Trong đó, họ đã viết rằng "bản chất của [sự tham gia của chính phủ Trung Quốc] cũng đáng báo động như nội dung của nó: nó tạo tiền lệ cho Bắc Kinh buộc pháp luật không phổ biến đối với Hồng Kông", bất chấp các điều khoản bàn giao. Họ cũng xem xét cách tiếp cận của luật pháp, giải thích rằng Bắc Kinh đã trao "an ninh vật chất thay cho các quyền tự do chính trị" cho người dân ở Trung Quốc đại lục, và dự định làm điều tương tự ở Hồng Kông vì họ coi mọi vấn đề hoàn toàn là kinh tế và phản kháng chỉ leo thang vì "những kẻ gây rối và các thế lực thù địch nước ngoài". Về cách thức thực thi, cặp đôi này khẳng định rằng vào năm 2020, "Bắc Kinh đã từ bỏ mọi giả vờ chiến thắng trái tim và khối óc", thay vào đó sử dụng vũ lực để ngăn chặn các chính trị gia dân chủ và các nhà hoạt động có nền tảng, mà Branigan và Kuo nói là một kế hoạch sử dụng nỗi sợ hãi để đàn áp Hồng Kông, vì "sự thuyết phục" đã không hiệu quả.
Cơ sở pháp lý của chính phủ Trung Quốc về sự tham gia xuất phát từ hiến pháp Trung Quốc tuyên bố Hồng Kông là một phần của Trung Quốc và Điều 18 của Luật cơ bản Hồng Kông cho phép luật pháp Trung Quốc có hiệu lực tại Hồng Kông nếu chúng được đưa vào Phụ lục III. Deutsche Welle hy vọng rằng luật an ninh quốc gia của NPCSC sẽ trở thành luật quốc gia của Trung Quốc áp dụng cho Hồng Kông, vì nó sẽ được thêm vào Phụ lục III; Dang Yuan đã viết cho Deutsche Welle rằng "Bắc Kinh muốn duy trì sự xuất hiện của quyền tự trị của Hồng Kông và tiếp tục khẳng định rằng Hồng Kông thông qua" luật tương ứng "của chính mình" phù hợp với luật pháp của NPCSC. Deutsche Welle đã viết rằng Trung Quốc đã chọn giữa năm 2020 là thời điểm can thiệp vào luật hạn chế vì khả năng giành đa số dân chủ trong cuộc bầu cử Hồng Kông vào tháng 9, có nghĩa là một nỗ lực khác của Hồng Kông đối với luật an ninh quốc gia sẽ khó xảy ra.

### Phản ứng của Hồng Kông
Một số lượng lớn cư dân Hồng Kông phản đối các đề xuất của chính phủ Trung Quốc. Triển vọng của bất kỳ luật an ninh quốc gia nào luôn không được ưa chuộng, nhưng những người phản đối vào năm 2020 nói rằng các đề xuất mới "đình công ở trung tâm bản sắc chính trị công dân Hồng Kông, thành công của nó như là một trung tâm quốc tế. Nhưng hầu hết tất cả đều đánh vào ý thức của mọi người ". Một số người phản đối luật pháp Hồng Kông hy vọng nó sẽ khiến phương Tây trừng phạt Trung Quốc bằng cách thu hồi đối xử đặc biệt đối với Hồng Kông, điều này sẽ lần lượt gây thiệt hại cho nền kinh tế Trung Quốc. Một người sử dụng tiếng lóng tiếng Quảng Đông lam chau để mô tả điều này.
Hiệp hội luật sư Hồng Kông, cơ quan chuyên môn của thành phố đại diện cho các luật sư của mình, đã đưa ra một tuyên bố rằng họ "quan tâm sâu sắc đến cả nội dung của [luật an ninh quốc gia] và cách giới thiệu của nó." Tuyên bố lưu ý rằng luật được ban hành theo cách ngăn cản luật sư, thẩm phán, cảnh sát và cư dân của thành phố hiểu nội dung của nó theo bất kỳ cách nào trước khi có hiệu lực. Chính trị gia Hồng Kông Margaret Ng tin rằng chính phủ Trung Quốc đã muốn thực thi luật an ninh quốc gia ở Hồng Kông theo các điều khoản của họ trong nhiều năm và đang sử dụng các cuộc biểu tình năm 2019 như một lý do, nói rằng "Trung Quốc luôn cảm thấy khó chấp nhận loại tự do và hạn chế quyền lực mà Hồng Kông có trong một hệ thống riêng biệt ". Man-Kei Tam, giám đốc Tổ chức Ân xá Quốc tế Hồng Kông, mô tả luật pháp Trung Quốc là " Orwellian ".
Trước khi thông qua luật an ninh quốc gia vào ngày 30 tháng 6, các nhà hoạt động dân chủ nổi tiếng Joshua Wong, Nathan Law, Agnes Chow và Jeffrey Ngo tuyên bố rằng họ sẽ rời Demosistō, người đã tham gia vận động hành lang ở Mỹ để thông qua Đạo luật Dân chủ và Nhân quyền Hồng Kông và đình chỉ tình trạng thương mại đặc biệt của thành phố. Ngay sau đó, Demosistō đã bị giải tán và mọi hoạt động đều bị ngừng lại. Một số nhóm ủng hộ độc lập tuyên bố rằng họ đã chấm dứt hoạt động tại Hồng Kông, vì sợ rằng họ sẽ là mục tiêu của luật mới. Adrian Brown từ Al Jazeera quan sát việc thông qua luật đã tạo ra một hiệu ứng lạnh trong thành phố. Theo ông, khi nhóm của ông bắt đầu phỏng vấn những người bình thường về ý kiến của họ về việc thông qua luật, nhiều người trong số họ đã từ chối bình luận, một hiện tượng mà ông cho là "không bình thường".

### Phản ứng của Đài Loan
Tổng thống Đài Loan Thái Anh Văn bày tỏ sự thất vọng với luật gây tranh cãi này và tuyên bố rằng một văn phòng đặc biệt để phối hợp hỗ trợ nhân đạo cho người dân Hồng Kông sẽ chính thức mở cửa vào ngày đầu tiên của tháng 7 để đáp lại luật. Đảng Tiến bộ Dân chủ cảnh báo rằng đây là sự kết thúc của chính sách "một quốc gia, hai chế độ" đối với Hồng Kông và cả người Hồng Kông và Đài Loan đi du lịch ở Hồng Kông nên cẩn thận. Người đứng đầu Hội đồng các vấn đề đại lục Chen Ming-tong mô tả luật này là "một sắc lệnh do Đế chế Thiên thể ban hành cho người dân thế giới" do những tác động của nó đối với người dân trên toàn thế giới không chỉ ở Hồng Kông.

### Phản ứng của Vương quốc Anh
Stephen McDonell, ngày 30 tháng 6 năm 2020
Vương quốc Anh, với Hồng Kông là thuộc địa cũ, khuyến khích Trung Quốc lùi lại luật an ninh theo các điều khoản của Tuyên bố chung Trung-Anh: các điều khoản của Vương quốc Anh trao chủ quyền Hồng Kông cho Trung Quốc bao gồm cho phép Hồng Kông duy trì quyền tự trị và hình thức quản trị có trụ sở tại Anh. Thư ký thứ nhất của Anh và Bộ trưởng Ngoại giao và Liên bang Dominic Raab tuyên bố rằng Trung Quốc đang vi phạm Tuyên bố chung trong nỗ lực theo đuổi luật pháp của họ. Vào ngày 3 tháng 6, chính phủ Trung Quốc tuyên bố rằng họ coi Tuyên bố chung đã trở nên vô hiệu ngay khi quyền lực được chuyển giao vào năm 1997.
Vào đầu tháng 6 năm 2020, Raab và cựu Bộ trưởng Ngoại giao bày tỏ sự cần thiết phải thành lập một liên minh quốc tế lớn để gây áp lực lên Bắc Kinh.
Báo cáo của Anh về Hồng Kông ngày 11 tháng 6 năm 2019 (bao gồm sáu tháng cuối năm 2019) đã khiến Raab cảnh báo mạnh mẽ hơn về Trung Quốc chống lại sự can thiệp, cũng như nhắc lại quyền bình luận của Anh về Hồng Kông. Báo cáo yêu cầu Trung Quốc tránh can thiệp vào cuộc bầu cử tháng 9 ở Hồng Kông và cáo buộc chính phủ Trung Quốc tra tấn một nhà ngoại giao Anh, Simon Cheng, người đã đến thăm Đại lục khi làm việc tại Lãnh sự quán Anh ở Hồng Kông. Sáu ngày sau, Vương quốc Anh nói rằng một luật nhân quyền mới, đã bị đình trệ ở Whitehall trong vài tháng, có thể được sử dụng để "xử phạt các quan chức Trung Quốc nếu Bắc Kinh thúc ép" với luật an ninh quốc gia. Luật pháp của Anh sẽ là một hình thức của luật Magnitsky, để chính phủ xử phạt những người có hành vi đàn áp nhân quyền.

#### Trao cho Hồng Kông quyền có quốc tịch Anh

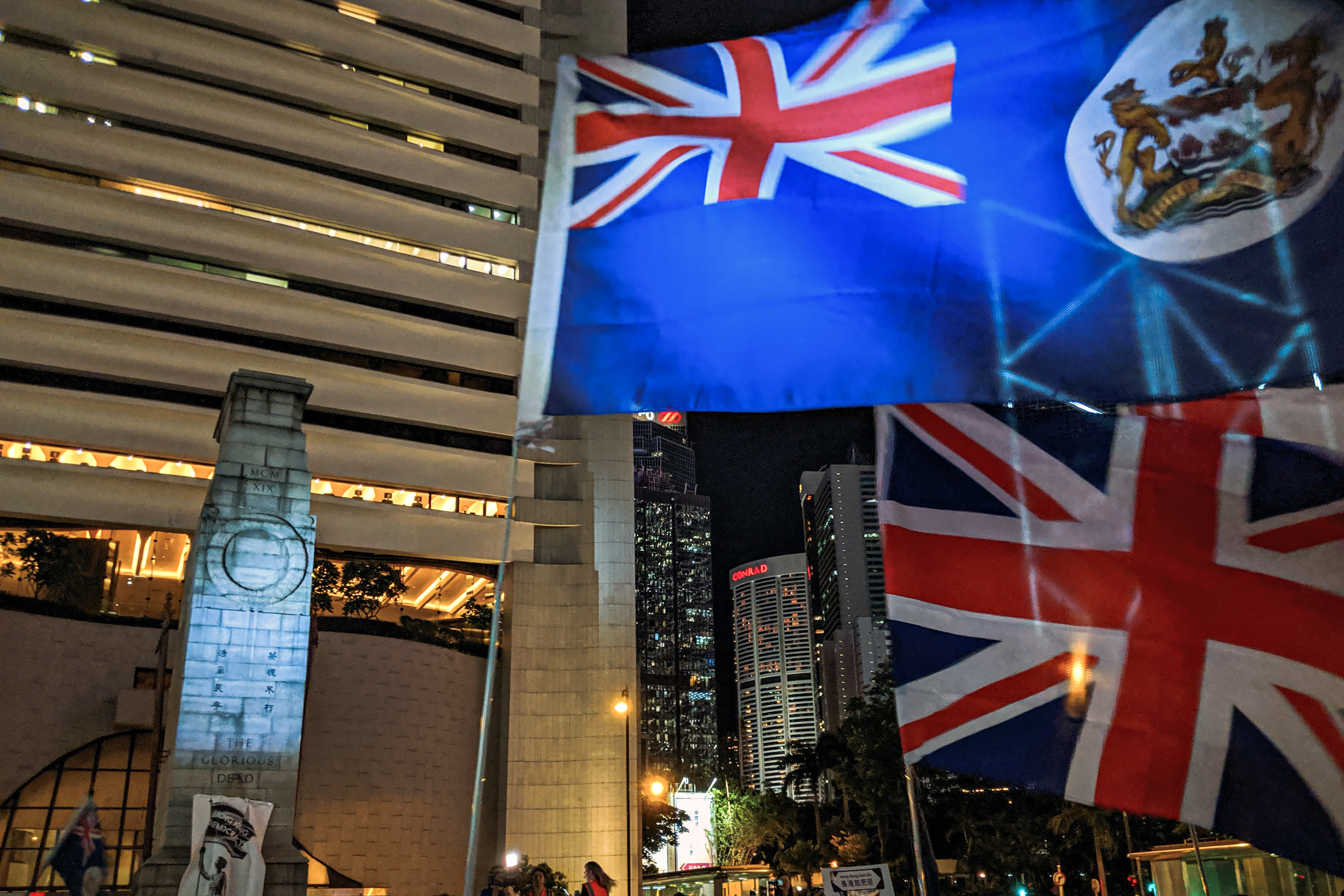
Những người biểu tình ở Hồng Kông vẫy cả cờ Union Jack và cờ Rồng và Sư tử thuộc địa năm 2019.

Vào cuối tháng 5 và đầu tháng 6 năm 2020, các thành viên của Nội các Anh cũng đã công bố các biện pháp cung cấp lộ trình nhập quốc tịch Anh cho 3 người   triệu cư dân Hồng Kông. Vào ngày 3 tháng 6, Thủ tướng Boris Johnson tuyên bố rằng nếu Trung Quốc tiếp tục theo đuổi luật này, ông sẽ cho phép cư dân Hồng Kông yêu cầu hộ chiếu quốc gia Anh (BNO) và mở đường đến quốc tịch Anh cho họ. Raab nói rằng Vương quốc Anh sẽ hy sinh các thỏa thuận thương mại với Trung Quốc để hỗ trợ Hồng Kông.
Raab đã đưa ra một đề xuất luật cho Hạ viện vào ngày 2 tháng Sáu. Biện pháp của ông có kế hoạch cho phép người mang hộ chiếu BNO nộp đơn xin thị thực, vẫn ở Anh trong thời gian ban đầu là mười hai tháng thay vì sáu như trước đây, cho phép họ nộp đơn vào học tập và làm việc, và từ đó cung cấp cho họ đường dẫn đến quyền công dân. Hơn nữa với đề xuất này, thông báo ngày 3 tháng 6 của Johnson sẽ bao gồm tất cả khoảng 3 triệu cư dân Hồng Kông sinh trước năm 1997.
Gia hạn của kế hoạch này đã được làm rõ vào ngày 12 tháng 6 năm 2020 bởi Bộ trưởng Nội vụ Priti Patel trong thư tín với Johnson. Tất cả những người đủ điều kiện cho tình trạng BNO, cũng như những người phụ thuộc của họ, sẽ được phép vào Vương quốc Anh theo chương trình này. Điều này vẫn bị chỉ trích vì để lại một khoảng cách của những người trẻ tuổi sinh sau năm 1997 và những người lớn hơn 18 tuổi (không còn là người phụ thuộc), những người sẽ không thể truy cập chương trình này. Bà nói thêm rằng cư dân Hồng Kông có thể bắt đầu đến Vương quốc Anh mà không bị hạn chế trong khi chương trình này vẫn đang được thiết lập, nếu luật an ninh quốc gia được thông qua.
Vào ngày 1 tháng 7, Johnson đã công bố các kế hoạch đầy đủ, kéo dài thời gian miễn thị thực. Ông nói rằng tất cả những người có hộ chiếu BNO và những người phụ thuộc của họ sẽ được cấp quyền ở lại Vương quốc Anh trong năm năm, bao gồm cả việc tự do làm việc và học tập. Sau năm năm, họ có thể, theo luật quốc tịch Anh bình thường, nộp đơn xin tình trạng định cư và sau đó, một năm sau, để có quốc tịch.

### Phản ứng quốc tế
Vương quốc Anh đã tổ chức hội nghị từ xa với các đồng minh trong liên minh Five Eyes (Hoa Kỳ, Canada, Úc và New Zealand) trong vài ngày đầu tháng 6, nơi họ thảo luận về tình hình Hồng Kông và yêu cầu gia hạn BNO đi trước, các quốc gia khác sẽ chia sẻ gánh nặng của người Hồng Kông trong cuộc di cư kết quả. Úc, với mối quan hệ mạnh mẽ với Hồng Kông, đáng chú ý là không công bố các biện pháp mới.
Các bộ trưởng ngoại giao từ các thành viên Five Eyes và các vương quốc Khối thịnh vượng chung gồm Úc, Canada, New Zealand và Vương quốc Anh đã cùng nhau viết một lá thư cho Liên Hợp Quốc yêu cầu "một đặc phái viên mới theo dõi tác động của luật pháp đối với Hồng Kông", đặc biệt lưu ý đến Đề xuất luật an ninh Trung Quốc được đưa ra trong tuần kỷ niệm vụ thảm sát Thiên An Môn.
Sau khi thuyết phục từ Anh, tất cả các thành viên của G7, đặc biệt là Nhật Bản, đã ký một tuyên bố chính thức vừa thúc giục Trung Quốc xem xét lại luật an ninh quốc gia và bày tỏ quan ngại về quyền con người ở Hồng Kông vào ngày 17 tháng 6 năm 2020.

### Phân tích chính trị của các phản ứng của Anh và quốc tế

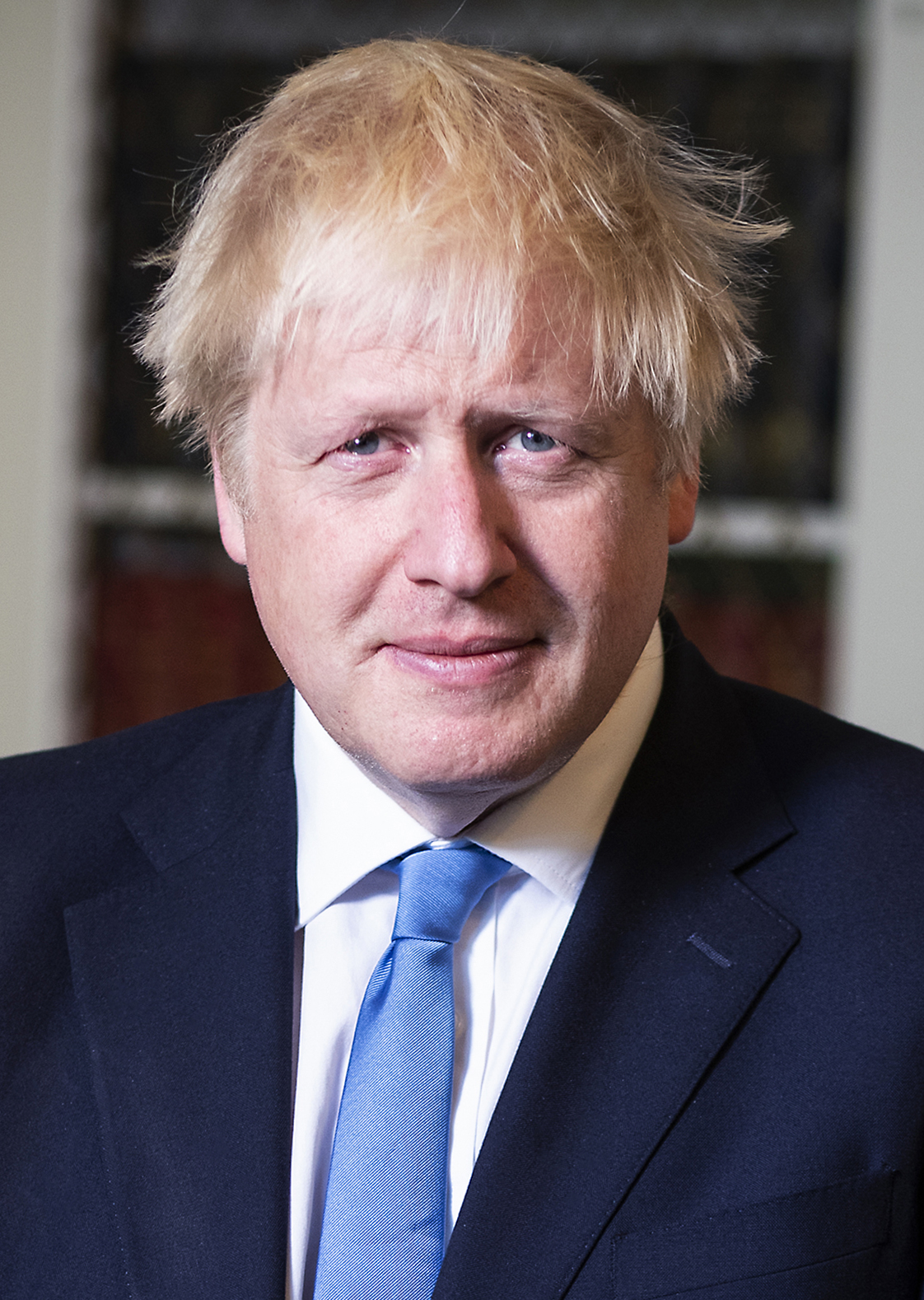
Lập trường của Boris Johnson về Hồng Kông được coi là vững chắc.

Johnson trước đây đã lên tiếng ủng hộ quyền tự trị của Hồng Kông chống lại dự luật dẫn độ được đề xuất kích động các cuộc biểu tình vào năm 2019. Johnson được coi là có một cách tiếp cận mạnh mẽ hơn đối với quyền tự trị của Hồng Kông so với cựu Thủ tướng David Cameron; Biên tập viên ngoại giao của tờ The Guardian Patrick Wintour đã viết vào ngày 3 tháng 6 năm 2020 rằng Cameron đã sợ hãi về nhận thức của công chúng về một dòng người mang quốc tịch Hồng Kông đến Anh vào năm 2015 (khi ông khuyến khích Trung Quốc cho phép Hồng Kông bầu lãnh đạo của mình mà không cần sự can thiệp của Bắc Kinh nhưng không đi xa hơn), trong khi lập trường cứng rắn của Johnson cho phép di cư hàng loạt như vậy được coi là một rủi ro đáng giá vì nó về cơ bản sẽ làm suy yếu nền kinh tế Trung Quốc.
Nhà báo Wintour và nhà báo Guardian Helen Davidson cho rằng sự mơ hồ và những tuyên bố mâu thuẫn có thể có về số lượng cư dân Hồng Kông, các biện pháp BNO sẽ được mở rộng để có thể phản ánh một số điều. Một lý do có thể là sự khác biệt về quan điểm trong Nội các, nhưng Wintour và Davidson cũng viết rằng đó có thể là một chiến thuật "để Trung Quốc đoán về quy mô tiềm tàng của việc chảy máu chất xám mà Anh kích hoạt từ Hồng Kông, nếu Bắc Kinh tìm cách đàn áp nhân quyền trong lãnh thổ này".
Giám đốc của Hong Kong Watch, một tổ chức phi chính phủ nhân quyền, Johnny Patterson, cảm thấy rằng thông báo của Johnson là "một bước ngoặt trong quan hệ Trung-Anh [vì] không có Thủ tướng nào đưa ra tuyên bố táo bạo như thế này đối với Hồng Kông kể từ khi bàn giao". Patterson nói thêm rằng nó cho thấy "mức độ nghiêm trọng của tình hình trên mặt đất [và] thực tế là chính phủ Anh thực sự, và đúng, cảm thấy có trách nhiệm đối với công dân Hồng Kông và sẽ làm tất cả những gì họ có thể để ngăn chặn họ trở thành thiệt hại tài sản thế chấp của căng thẳng địa chính trị leo thang ".
Nhà báo Davidson và nhà báo của Guardian Australia Daniel Hurst lưu ý rằng mặc dù có những lời kêu gọi chính trị mạnh mẽ ở nước này, và tiền lệ có quan hệ tốt với Hồng Kông và giúp sơ tán người dân Trung Quốc trong trường hợp khẩn cấp, Morrison đã có một cách tiếp cận riêng biệt đối với vấn đề chào đón người Hồng Kông. Họ nói rằng Úc đã "đưa ra các tuyên bố quan tâm chung với các quốc gia tương tự bao gồm Mỹ, Anh và Canada, thay vì tự mình lên tiếng", và nói rằng điều này là do Úc gần đây đã căng thẳng quan hệ với Trung Quốc khi nó sớm được gọi cho một cuộc điều tra liên quan đến sự lây lan của COVID-19.
Nhật Bản, đã ký một tuyên bố với G7 lên án Trung Quốc liên quan đến việc áp dụng luật vào ngày 17 tháng 6, thường là trung lập với chính trị Trung Quốc. Wintour đề nghị Nhật Bản quyết định bổ sung tiếng nói của mình cho bất đồng chính kiến quốc tế vì "nhận thức ngày càng tăng của Nhật Bản về mối đe dọa công nghệ đối với an ninh Nhật Bản do Trung Quốc đặt ra". Shinzo Abe nói rằng ông muốn Nhật Bản đi đầu trong tuyên bố của G7, một thông báo đã thu hút sự chỉ trích từ Trung Quốc.

## Pháp chế

### Kế hoạch ban đầu
Các kế hoạch của pháp chế Trung Quốc bao gồm hình sự hóa hầu hết các tội phạm về "chủ nghĩa ly khai, lật đổ, khủng bố và can thiệp nước ngoài", mà nhiều người coi là đàn áp tự do dân sự, phê bình chính phủ và phong trào độc lập. Trung Quốc cũng đã lên kế hoạch triển khai một dịch vụ tình báo ở Hồng Kông theo luật pháp, sử dụng lực lượng cảnh sát của Bộ Công an Trung Quốc mà trước đây không có quyền lực hay ảnh hưởng gì ở Hồng Kông. Nhiều chính phủ quốc gia bày tỏ lo ngại rằng các kế hoạch của Trung Quốc sẽ làm suy yếu quyền tự trị của Hồng Kông và chính sách "một quốc gia, hai chế độ". NPC đã phê duyệt các kế hoạch của Trung Quốc vào ngày 29 tháng 5 năm 2020, với cơ quan truyền thông nhà nước Nhân dân nhật báo tuyên bố rằng sự chấp thuận này "gửi một tín hiệu mạnh mẽ [...] cho các lực lượng chống Trung Quốc ở Hồng Kông chiến đấu tuyệt vọng như một con thú hoang bị dồn vào chân tường: thất bại của chúng đã được quyết định rồi."
Sau các cuộc tụ họp đánh dấu kỷ niệm một năm của phong trào phản đối luật dẫn độ vào ngày 8 tháng 6 năm 2020, Zhang Xiaoming, phó giám đốc gần đây của Văn phòng Hồng Kông và Ma Cao của Trung Quốc, nói rằng luật an ninh quốc gia sẽ cho cư dân Hồng Kông được tự do hơn: "Họ có thể thoát khỏi nỗi sợ bạo lực. Họ có thể đi xe lửa và đi mua sắm tự do. Họ có thể nói sự thật trên đường phố mà không sợ bị đánh đập. Đặc biệt, họ không còn phải lo lắng về việc những người trẻ tuổi bị tẩy não. "
Lâm Trịnh Nguyệt Nga từ chối nói rằng luật có thể được áp dụng hồi tố. Thời báo Hoàn cầu, do Nhân dân Nhật báo kiểm soát, cho rằng các bài đăng trước đây của doanh nhân dân chủ Hồng Kông, ông Jimmy Lai có thể được sử dụng làm bằng chứng để truy tố Lai theo luật. Cựu giám đốc điều hành CY Leung cũng nghi ngờ nó có thể được sử dụng để cấm cảnh giác Thiên An Môn. Vào ngày 10 tháng 6 năm 2020, cảnh sát Hồng Kông bắt đầu "thành lập đơn vị chuyên trách để thực thi luật mới", điều chưa được công bố chính thức vào thời điểm đó; ngày hôm sau, chính phủ Anh tiết lộ rằng một phác thảo về luật pháp Trung Quốc "bao gồm việc cung cấp cho chính quyền ở Hồng Kông để báo cáo lại cho Bắc Kinh về tiến trình theo đuổi giáo dục an ninh quốc gia của người dân".
Trong khi các trường đại học công lập của Hồng Kông công khai ủng hộ luật này và nói rằng nó sẽ không ảnh hưởng đến giới học thuật và nghiên cứu, các nhà khoa học trong lãnh thổ lo ngại rằng sự kiểm duyệt của Trung Quốc đối với ấn phẩm nghiên cứu COVID-19 sẽ được mở rộng sang Hồng Kông theo luật này. Họ cũng bày tỏ lo ngại rằng Hồng Kông có thể sẽ bị tước nguồn tài trợ quốc tế trong giới học thuật. Một mối lo ngại nữa trong lĩnh vực này là sự tăng trưởng của tự kiểm duyệt như là một phản ứng phòng thủ đối với nỗi sợ bị trừng phạt vì "nghiên cứu xuất bản có thể làm đảo lộn chính quyền trung ương", trích dẫn các thử nghiệm không thành công là điều có thể gây hại cho triển vọng thị trường, khiến các nhà khoa học lo sợ và không làm việc gì cả  Một trưởng khoa, nói chuyện với tạp chí Nature vào tháng 6 năm 2020, khẳng định luật này sẽ không ảnh hưởng đến việc xuất bản, nhưng đã thừa nhận rằng việc truy cập vào dữ liệu của Hoa Kỳ sẽ bị hạn chế.
Vào ngày 15 tháng 6 năm 2020, kỷ niệm 30 năm Luật cơ bản được ban hành chính thức, Bắc Kinh tuyên bố chính phủ Trung Quốc có quyền giải quyết các vụ án theo luật an ninh quốc gia, hy vọng con số sẽ ở mức thấp và trong "hoàn cảnh rất đặc biệt", và rằng một văn phòng an ninh đại lục phải được mở tại Hồng Kông theo yêu cầu của chính phủ. Chính phủ từ chối hội đủ điều kiện những tình huống đặc biệt có thể xảy ra, dẫn đến lo ngại rằng luật này sẽ được sử dụng để bắt giữ những người chỉ trích Bắc Kinh và sau đó buộc họ phải dẫn độ về đại lục để truy tố. Cũng như văn phòng an ninh đại lục mới, Hồng Kông phải cho phép các cơ quan an ninh Trung Quốc hoạt động trong khu vực khi cần và chấp nhận rằng các cơ quan Trung Quốc "sẽ giám sát và hướng dẫn chính phủ Hồng Kông". Tranh cãi đã nổ ra vào ngày hôm trước, sau khi cảnh sát bắt giữ một nữ sinh tuổi teen vì đã phản kháng bằng cách dùng đầu gối ghim cổ của nữ sinh này xuống đất, với một sĩ quan khác ghim chặt eo cô. Điều này đã thu hút sự so sánh với việc giết George Floyd và đặt ra câu hỏi về việc sử dụng vũ lực đối với trẻ vị thành niên không bạo lực.
Các chi tiết cụ thể đầu tiên của luật này được công bố vào ngày 15 tháng 6 năm 2020, nhưng đến thời điểm các nhà lập pháp ở Bắc Kinh đang phê duyệt các dự thảo cuối cùng vào ngày 29 tháng 6 năm 2020, Lâm Trịnh Nguyệt Nga vẫn chưa được xem một dự thảo luật này.

### Điều khoản
NPCSC đã thông qua luật với đồng thuận hoàn toàn vào ngày 30 tháng 6 năm 2020, sử dụng một "cửa hậu" hiến pháp để vượt qua sự chấp thuận của Hồng Kông, theo nhiều nguồn tin phương Tây dựa trên các báo cáo từ phương tiện truyền thông khu vực. Theo các báo cáo này, luật cuối cùng sẽ hình sự hóa việc ly khai Hồng Kông, lật đổ chính phủ Trung Quốc, khủng bố và thông đồng với các lực lượng nước ngoài. Luật này rộng hơn luật hình sự của chính Trung Quốc.
Bắt đầu có hiệu lực vào 23 giờ địa phương (1500 UTC) vào ngày 30 tháng 6, luật được BBC ghi nhận là có hiệu lực ngay trước ngày kỷ niệm 23 năm ngày bàn giao ngày 1 tháng 7 năm 1997, một sự kiện hàng năm thu hút các cuộc biểu tình ủng hộ dân chủ lớn. Mặc dù vậy, nhà lãnh đạo chính trị Wu Chi-wai (thuộc Đảng Dân chủ Hồng Kông) nói rằng ông sẽ vẫn tham dự một cuộc tuần hành vào ngày 1 tháng 7. Katrina Yu của Al Jazeera nói "Thật tượng trưng rằng luật này đã được thông qua chỉ một ngày trước ngày kỷ niệm bàn giao Hồng Kông từ Anh trở về Trung Quốc đại lục", nói rằng đó là một trò chơi quyền lực của Trung Quốc. Vào ngày 1 tháng 7, mười người đã bị bắt vì vi phạm luật mới.
Luật này có sáu chương và tổng cộng 66 điều, được xuất bản trên Công báo Chính phủ Hồng Kông chỉ bằng tiếng Trung Quốc. Chúng bao gồm bốn tội ác (ly khai, lật đổ, khủng bố, thông đồng), tất cả đều bị trừng phạt với cuộc sống trong tù, bản án tối đa hiếm hoi của Hồng Kông. Bản án tối thiểu cho những điều này được đặt ở 3 năm. Trung Quốc tuyên bố rằng họ sẽ điều hành luật pháp và nó cũng có thể được sử dụng để truy tố người dân từ các quốc gia khác. Các đánh giá về nội dung đã gây rắc rối cho các học giả và quan sát viên pháp lý, vì nó được coi là "mạnh hơn nhiều người sợ, cả về phạm vi và hình phạt". Mặc dù không mang án chung thân, những người biểu tình ôn hòa có thể thấy 10 năm tù nếu bị đánh giá là phong trào phản kháng có liên kết nước ngoài, và các quyền tự do sẽ bị hạn chế vì tất cả "các nhóm, tổ chức và phương tiện truyền thông nước ngoài" sẽ phải chịu sự giám sát của chính phủ Trung Quốc. Các cơ quan tình báo Trung Quốc sẽ có mặt ở Hồng Kông và có quyền hạn vượt trên tất cả các luật của Hồng Kông, với các đặc vụ Trung Quốc ở Hồng Kông được miễn trách nhiệm hình sự. Bất kỳ quyết định nào được đưa ra bởi ủy ban an ninh quốc gia mới của Trung Quốc cũng sẽ không bị đối mặt với thách thức pháp lý. Tuy nhiên, Reuters tích cực lưu ý rằng luật giải thích rằng nó không thể được áp dụng hồi tố cho các hành động xảy ra trước khi luật này được thực thi.
Các tội phạm cụ thể khác được quy định trong luật, chẳng hạn như thiệt hại của các cơ sở giao thông được coi là một tội ác khủng bố. Điều 29 của luật hình sự "kích động lòng căm thù chính quyền trung ương và chính quyền khu vực Hồng Kông". Điều 38 nêu chi tiết cách các công dân nước ngoài thực hiện các hành vi bên ngoài Hồng Kông và Trung Quốc phải chịu trách nhiệm hình sự theo luật này và những người nước ngoài như vậy có thể bị bắt khi đến Hồng Kông. Bất cứ ai bị kết tội theo luật sẽ bị cấm giữ chức vụ công quyền suốt đời. Liên quan đến việc Trung Quốc kiểm soát và dẫn độ các nghi phạm, Al Jazeera báo cáo rằng: "Toàn văn luật đã đưa ra ba kịch bản khi Trung Quốc có thể tiến hành truy tố: các vụ can thiệp nước ngoài phức tạp, các vụ án 'rất nghiêm trọng' và khi an ninh quốc gia phải đối mặt nghiêm trọng và các mối đe dọa thực tế '. "  Luật này giải thích thêm rằng hành động không cần phải bạo lực, và mức án tối thiểu trong những trường hợp như vậy sẽ là 10 năm.
Là một phần của sự hiện diện an ninh của Trung Quốc tại Hồng Kông, luật này quy định việc thành lập Văn phòng Bảo vệ An ninh Quốc gia của CPG tại HKSAR, một văn phòng được miễn trừ khỏi quyền tài phán của Hồng Kông , nếu Chính phủ Nhân dân Trung ương PRC chọn cấp cho nó quyền tài phán, khởi tố vụ án theo Luật Tố tụng Hình sự của Cộng hòa Nhân dân Trung Hoa. Vào ngày 3 tháng 7 năm 2020, Zheng Yanxiong được bổ nhiệm làm trưởng phòng. Ông Trịnh được coi là có quan điểm dân tộc mạnh mẽ về an ninh quốc gia, bao gồm cả việc không thích truyền thông.
Những người bị truy tố theo luật sẽ phải đối mặt với các thẩm phán khác nhau đối với tư pháp Hồng Kông; Phóng viên BBC Trung Quốc Stephen McDonell đã viết vào ngày 30 tháng 6 rằng các thẩm phán của Hồng Kông là độc lập và có thể giải thích một cách thích hợp luật này, mà chính phủ Trung Quốc sẽ không chấp nhận, và vì vậy các thẩm phán sẽ được bổ nhiệm trực tiếp về vấn đề này. McDonell viết rằng đây là "cài đặt hiệu quả từ Bắc Kinh". Điều này đặt ra câu hỏi về vai trò của Khối thịnh vượng chung, bao gồm nhiều người Anh, các thẩm phán xét xử các vụ án ở Hồng Kông, mặc dù Chánh án Hồng Kông Geoffrey Ma đã lên tiếng vào ngày 2 tháng 7 để nói rằng các thẩm phán sẽ được chọn bởi công đức thay vì liên kết chính trị, và thẩm phán nước ngoài sẽ được cho phép. Một số trường hợp ở Hồng Kông có thể được tổ chức mà không có hội thẩm nếu xét thấy chúng có chứa bí mật nhà nước. Luật này không cho rằng tại ngoại sẽ được cấp cho những người bị bắt theo luật này, và không có giới hạn về thời gian những người này có thể bị tạm giữ.

## Phản hồi sau khi luật được công bố

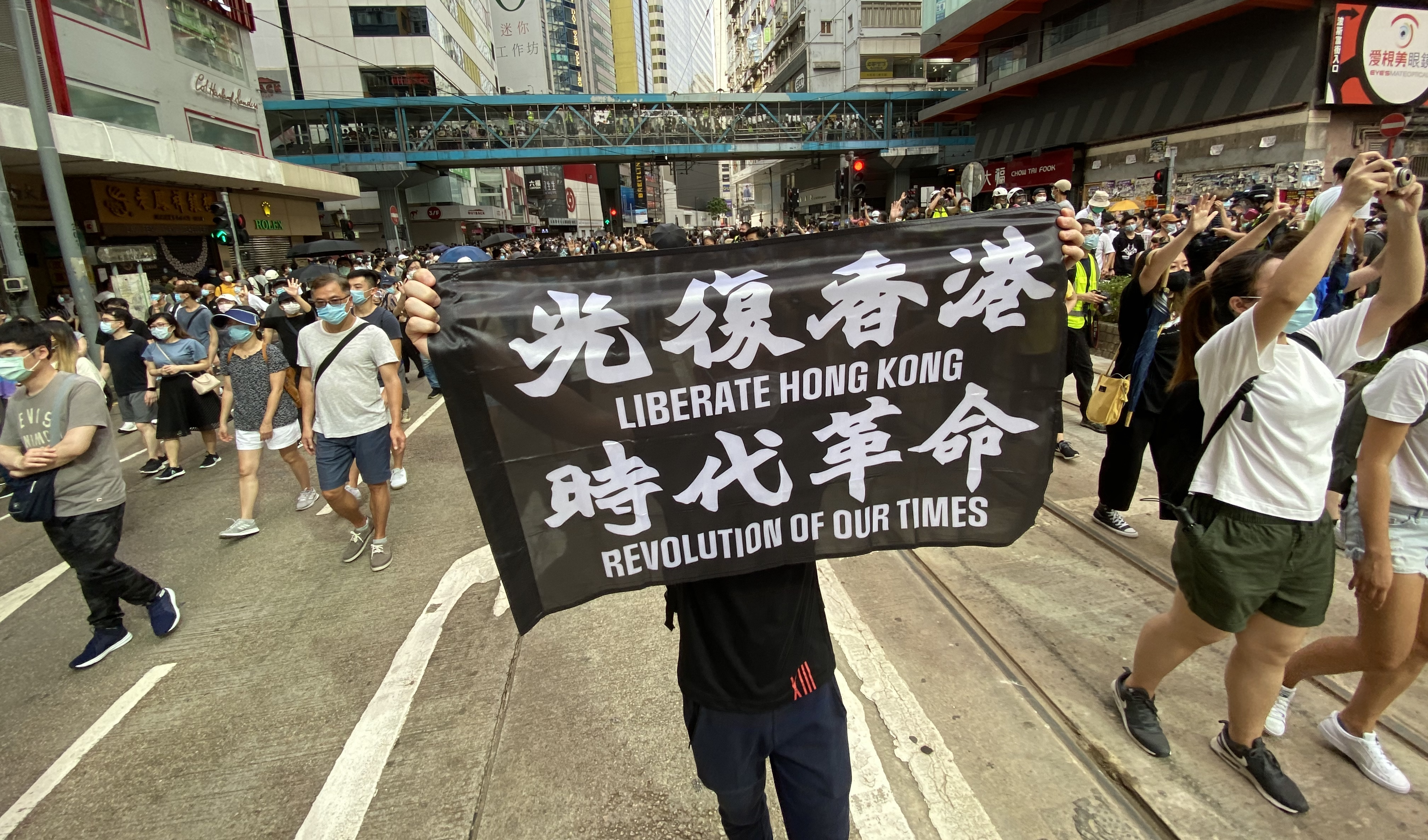
Vào ngày 1 tháng 7 năm 2020, một ngày sau khi thực thi luật an ninh, hàng chục ngàn người Hồng Kông đã tập trung trên đường phố ở Vịnh Causeway để diễu hành. Vào ngày 2 tháng 7, chính phủ Hồng Kông đã tuyên bố khẩu hiệu Giải phóng Hồng Kông được mô tả trên một biểu ngữ ở đây - "khẩu hiệu gây tiếng vang nhất của phong trào phản kháng" - là có tính lật đổ và vi phạm luật pháp.

Nhiều quốc gia và các nhóm đã có phản ứng sau khi luật được ban hành vào ngày 30 tháng 6 năm 2020. Vương quốc Anh, Chủ tịch Hội đồng Châu Âu và NATO đã trả lời với tuyên bố rằng Trung Quốc đang phá hủy luật pháp ở Hồng Kông, và Vương quốc Anh, Đài Loan và Canada cảnh báo công dân của họ không đến thăm Hồng Kông. Chủ tịch Ursula von der Leyen của Ủy ban châu Âu và Charles Michel của Hội đồng châu Âu tuyên bố rằng họ sẽ thảo luận trong phạm vi châu Âu về việc có làm mất uy tín của Trung Quốc như một đối tác thương mại hay không. Phát biểu tại Hạ viện Anh, Bộ trưởng Ngoại giao Dominic Raab tuyên bố rằng đề nghị ở nước ngoài của Anh vẫn đứng vững và nói rằng Vương quốc Anh có thể có hành động tiếp theo nếu toàn văn luật cho thấy những vi phạm tiếp theo của Tuyên bố chung. Đức cũng kêu gọi Hội nghị thượng đỉnh Liên minh châu Âu -China hoãn lại để được lên lịch lại càng sớm càng tốt, trong khi Nhật Bản lên tiếng mạnh mẽ chống lại Trung Quốc. Pháp bắt đầu nhiệt tình hơn với các nhà lãnh đạo quốc gia để tạo ra một "liên minh chống Trung Quốc" tầm cỡ quốc tế.
Tom Cheshire, phóng viên châu Á của Sky News, đã viết vào ngày 30 tháng 6 năm 2020 rằng luật pháp và sức mạnh của nó là bằng chứng cho thấy chính phủ Trung Quốc không quan tâm đến việc thế giới nghĩ gì về hành vi của mình, rằng ông Tập Cận Bình không thể đợi đến năm 2047 để tiếp quản Hồng Kong, và thời điểm đó cho thấy Trung Quốc cảm thấy sự xao lãng của đại dịch COVID-19 trên phần còn lại của thế giới khiến cho việc áp đặt luật này trở nên dễ dàng hơn. Quan điểm tương tự được đưa ra bởi phóng viên ngoại giao của BBC vào ngày 2 tháng 7, người đã viết rằng "cuộc khủng hoảng Covid-19 đã cho Bắc Kinh cơ hội đưa cuộc khủng hoảng Hồng Kông thành đối đầu".
Cả hai đảng chính trị ở Hoa Kỳ đã tạo ra các dự luật để cung cấp tình trạng tị nạn cho cư dân Hồng Kông, cho những người "có nguy cơ bị đàn áp" vì luật này, và một dự luật được thông qua tại Hạ viện vào ngày 2 tháng 7 để xử phạt các ngân hàng Hoa Kỳ có làm ăn với Trung Quốc. Với tiêu đề Đạo luật tự trị Hồng Kông, giờ đây nó sẽ được chuyển cho tổng thống Mỹ. Nhà báo người Anh Simon Jenkins đã viết một ý kiến về luật này và phản ứng của nó, bày tỏ niềm tự hào về nền dân chủ vẫn được thể hiện ở Hồng Kông nhưng cũng khẳng định rằng ngay cả những nhà hoạt động dân chủ địa phương này từ lâu cũng cảm thấy Hồng Kông sẽ kết thúc một vùng đất Trung Quốc. Jenkins cho rằng luật này đã gây tổn hại và không thể tránh khỏi, và phản ứng thích hợp duy nhất là giúp những người Hồng Kông tin vào nền dân chủ có thể rời đi. Vào ngày 3 tháng 7, Canada tuyên bố sẽ ngừng dẫn độ người dân sang Hồng Kông, ngừng xuất khẩu một số hàng hóa bao gồm vũ khí cho Khu vực và sẽ xem xét đưa ra các biện pháp nhập cư mới của Hồng Kông.
Sau khi được Anh cho tị nạn, Simon Cheng đề nghị ông và các nhà hoạt động dân chủ Hồng Kông khác có thể bắt đầu một quốc hội lưu vong ở Hồng Kông để phản ánh quan điểm thực tế và tự do của người dân Hồng Kông.
Đại sứ Anh tại Liên Hợp Quốc đã trình bày một tuyên bố thay mặt 27 quốc gia cho Liên Hợp Quốc, chỉ trích luật an ninh trên. Đại sứ Cuba đã trả lời bằng một tuyên bố thay mặt cho 53 quốc gia ủng hộ luật này. 

## Điều 38
Những lo ngại đã được đưa ra rằng Điều 38 của luật này áp đặt quyền tài phán ngoài lãnh thổ đối với tất cả các công dân không phải là người Trung Quốc, hình sự hóa bất kỳ sự chỉ trích nào đối với ĐCSTQ hoặc chính phủ Trung Quốc bởi bất kỳ ai trên hành tinh này. Các báo chí Đài Loan đưa tin một cách mỉa mai rằng "8 tỷ người sẽ phải đọc luật an ninh quốc gia này" để họ không vi phạm và khẳng định rằng Trung Quốc có quyền hợp pháp để thi hành luật này với bất kỳ ai. Một phóng viên Trung Quốc có trụ sở tại Hoa Kỳ, Bethany Allen-Ebrahimian, cho rằng việc đưa vào Điều 38 chủ yếu nhắm vào cộng đồng người Hồng Kông và nhằm ngăn chặn tổ chức bất đồng chính kiến trong cộng đồng Hồng Kông ở nước ngoài.